# Campeonato de Peso Completo Junior de X-LAW
El Campeonato de Peso Completo Junior de X-LAW (X-LAW Junior Heavyweight Championship en inglés) es un campeonato de lucha libre profesional perteneciendo a la promoción mexicana Xtreme Latin American Wrestling. Este título solo pueden disputarlo luchadores de completo junior, es decir, luchadores con un peso menor de 105 kg (231 lb).

## Lista de campeones
| Luchador:           | Reinado N°: | Derrotó a:                                   | Fecha:                   | Lugar:                                 |  |
| ------------------- | ----------- | -------------------------------------------- | ------------------------ | -------------------------------------- |  |
| Brazo de Plata, Jr. | 1           | Crazy Boy & Pirata Morgan, Jr.               | 16 de diciembre de 2001  | Tulancingo, Hidalgo                    |  |
| Crazy Boy           | 1           | Brazo de Plata, Jr.                          | 16 de diciembre de 2001  | Tulancingo, Hidalgo                    |  |
| Joe Líder           | 1           | Crazy Boy, Shiryu Dragón, Súper Mega & X-Fly | 20 de diciembre de 2002  | San Felipe Orizatlán, Hidalgo          |  |
| Crazy Boy           | 2           | Joe Líder                                    | 4 de mayo de 2003        | Tulancingo, Hidalgo                    |  |
| Joe Líder           | 2           | Crazy Boy                                    | 10 de agosto de 2003     | Guadalajara, Jalisco                   |  |
| Shiryu Dragón       | 1           | Joe Líder                                    | 14 de septiembre de 2003 | Guadalajara, Jalisco                   |  |
| Joe Líder           | 3           | Shiryu Dragón                                | 30 de noviembre de 2003  | Guadalajara, Jalisco                   |  |
| Crazy Boy           | 3           | Joe Líder                                    | 20 de junio de 2004      | Cuautepec, Hidalgo                     |  |
| Juventud Guerrera   | 1           | Crazy Boy                                    | 3 de octubre de 2004     | Tulancingo, Hidalgo                    |  |
| Vacante             | N/A         | N/A                                          | 4 de mayo de 2005        | Tulancingo, Hidalgo                    |  |
| Shamu               | 1           | Crazy Boy, Extreme Tiger & Joe Líder         | 15 de mayo de 2005       | Tulancingo, Hidalgo                    |  |
| Crazy Boy           | 4           | Extreme Tiger, Joe Líder & Shamu             | 29 de mayo de 2005       | Tulancingo, Hidalgo                    |  |
| Vacante             | N/A         | N/A                                          | 1 de mayo de 2006        | Tulancingo, Hidalgo                    |  |
| Super Crazy         | 1           | Panama Jack Daniels                          | 8 de agosto de 2009      | Tlalnepantla, Estado de México         |  |
| Xtra Large          | 1           | Giger & Super Crazy                          | 5 de diciembre de 2010   | Santiago, Región Metropolitana         |  |
| Toro                | 1           | Hellspawn & Xtra Large                       | 13 de marzo de 2011      | Santiago, Región Metropolitana         |  |
| Gastón Mateo        | 1           | Caoz, Crazy Sid & Toro                       | 28 de agosto de 2011     | Santiago, Región Metropolitana         |  |
| Katástrofe          | 1           | Gastón Mateo                                 | 30 de octubre de 2011    | Santiago, Región Metropolitana         |  |
| Super Crazy         | 2           | Katástrofe                                   | 4 de diciembre de 2011   | Estación Central, Región Metropolitana |  |
| Daga                | 1           | Joe Líder & Super Crazy                      | 19 de febrero de 2012    | Tlalnepantla, Estado de México         |  |

- Datos: Q5745119